# Гомервілл (Джорджія)
Гомервілл (англ. Homerville) — місто (англ. city) в США, в окрузі Клінч штату Джорджія. Населення — 2344 особи (2020).

## Географія
Гомервілл розташований за координатами 31°2′18″ пн. ш. 82°44′32″ зх. д. / 31.03833° пн. ш. 82.74222° зх. д. (31.038228, -82.742089).  За даними Бюро перепису населення США в 2010 році місто мало площу 9,08 км², з яких 9,04 км² — суходіл та 0,04 км² — водойми.

### Клімат
| Клімат : Гомервілл      | Клімат : Гомервілл | Клімат : Гомервілл | Клімат : Гомервілл | Клімат : Гомервілл | Клімат : Гомервілл | Клімат : Гомервілл | Клімат : Гомервілл | Клімат : Гомервілл | Клімат : Гомервілл | Клімат : Гомервілл | Клімат : Гомервілл | Клімат : Гомервілл | Клімат : Гомервілл |
| Показник                | Січ.               | Лют.               | Бер.               | Квіт.              | Трав.              | Черв.              | Лип.               | Серп.              | Вер.               | Жовт.              | Лист.              | Груд.              | Рік                |
| Абсолютний максимум, °C | 27,8               | 28,9               | 31,1               | 32,8               | 37,2               | 40,0               | 38,3               | 37,8               | 36,7               | 34,4               | 29,4               | 26,7               | 40,0               |
| Середній максимум, °C   | 16,3               | 18,6               | 22,1               | 26,0               | 29,9               | 32,4               | 33,5               | 32,8               | 30,5               | 26,2               | 21,8               | 17,4               | 33,5               |
| Середня температура, °C | 9,3                | 11,3               | 14,6               | 18,1               | 22,2               | 25,7               | 27,0               | 26,7               | 24,4               | 19,3               | 14,5               | 10,4               | 18,7               |
| Середній мінімум, °C    | 2,3                | 4,0                | 7,1                | 10,2               | 14,6               | 18,9               | 20,4               | 20,6               | 18,4               | 12,4               | 7,3                | 3,4                | 2,3                |
| Абсолютний мінімум, °C  | −6,1               | −7,8               | −3,9               | 3,9                | 8,3                | 12,8               | 18,9               | 17,8               | 13,3               | 1,1                | −5                 | −5,6               | −7,8               |
| Норма опадів, мм        | 119                | 102                | 117                | 74                 | 66                 | 152                | 160                | 155                | 112                | 74                 | 69                 | 84                 | 1278               |
| Днів з опадами          | 9,9                | 9,1                | 8,8                | 6                  | 7,1                | 12,9               | 13,9               | 12,4               | 9,5                | 6,8                | 6,8                | 8,3                | 111,5              |
| ----------------------- | ------------------ | ------------------ | ------------------ | ------------------ | ------------------ | ------------------ | ------------------ | ------------------ | ------------------ | ------------------ | ------------------ | ------------------ | ------------------ |
| Джерело: Weatherbase    |                    |                    |                    |                    |                    |                    |                    |                    |                    |                    |                    |                    |                    |

## Демографія
Згідно з переписом 2010 року, у місті мешкало 2456 осіб у 938 домогосподарствах у складі 642 родин. Густота населення становила 270 осіб/км².  Було 1074 помешкання (118/км²).
Расовий склад населення:
| - 53,1 % — білих - 42,6 % — чорних або афроамериканців - 0,6 % — корінних американців - 0,2 % — азіатів - 1,7 % — осіб інших рас |

До двох чи більше рас належало 1,8 %. Частка іспаномовних становила 2,1 % від усіх жителів.
За віковим діапазоном населення розподілялося таким чином: 28,6 % — особи молодші 18 років, 57,3 % — особи у віці 18—64 років, 14,1 % — особи у віці 65 років та старші. Медіана віку мешканця становила 35,2 року. На 100 осіб жіночої статі у місті припадало 84,9 чоловіків;  на 100 жінок у віці від 18 років та старших — 80,9 чоловіків також старших 18 років.
Середній дохід на одне домашнє господарство  становив 29 085 доларів США (медіана — 18 083), а середній дохід на одну сім'ю — 35 090 доларів (медіана — 21 438). За межею бідності перебувало 48,7 % осіб, у тому числі 67,8 % дітей у віці до 18 років та 22,5 % осіб у віці 65 років та старших.
Цивільне працевлаштоване населення становило 778 осіб. Основні галузі зайнятості: освіта, охорона здоров'я та соціальна допомога — 31,2 %, виробництво — 25,3 %, роздрібна торгівля — 11,7 %, сільське господарство, лісництво, риболовля — 6,6 %.